# Říp

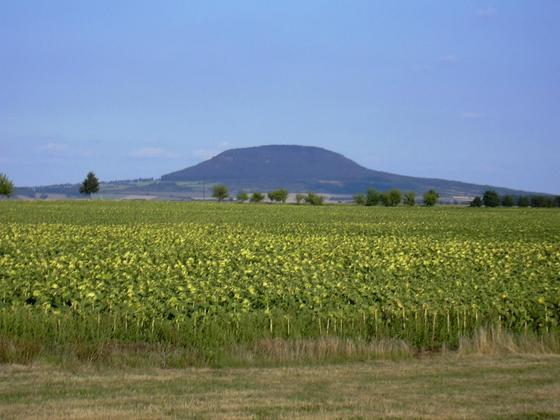
La sagoma del monte Říp ha una sagoma caratteristica, riconoscibile da lontano

Říp è un rilievo di origine vulcanica della Repubblica Ceca, alto 455,2 m, posto nella pianura centrale della Boemia dove, secondo la leggenda, si stabilì il primo nucleo del popolo ceco, 25 km a sud est di Litoměřice. È considerato sacro dalla popolazione ceca. Sulla sommità è stata realizzata una piccola chiesa a pianta circolare dedicata a San Giorgio.
Geologicamente, Říp è ciò che rimane di un vulcano risalente al Cenozoico ed è composto di nefelina di basalto che contengono granuli di olivina, anfibolo, leucite e, tra gli altri, magnetite (una anomalia magnetica locale può essere rilevata sulla collina). La collina è rimasta spoglia fino al 1879 quando Mořic Lobkowitz vi piantò degli alberi. Oggi, quasi tutta la montagna è coperta da una foresta di querce e carpino, con alcuni aceri, frassini e tigli. Alcune rare piante termofile possono essere trovate nei pochi punti liberi da alberi sulla cima della collina, come la Gagea bohemica e l'Iris pumila.
Říp, essendo visibile da grande distanza, ha sempre rappresentato un importante punto di orientamento nella campagna boema ed ha posto l'attenzione su di sé dai tempi più antichi. Il nome della montagna è di origine pre-slava e probabilmente deriva dalla radice germanica *rīp- che significa "un'elevazione, una collina".

## La leggenda

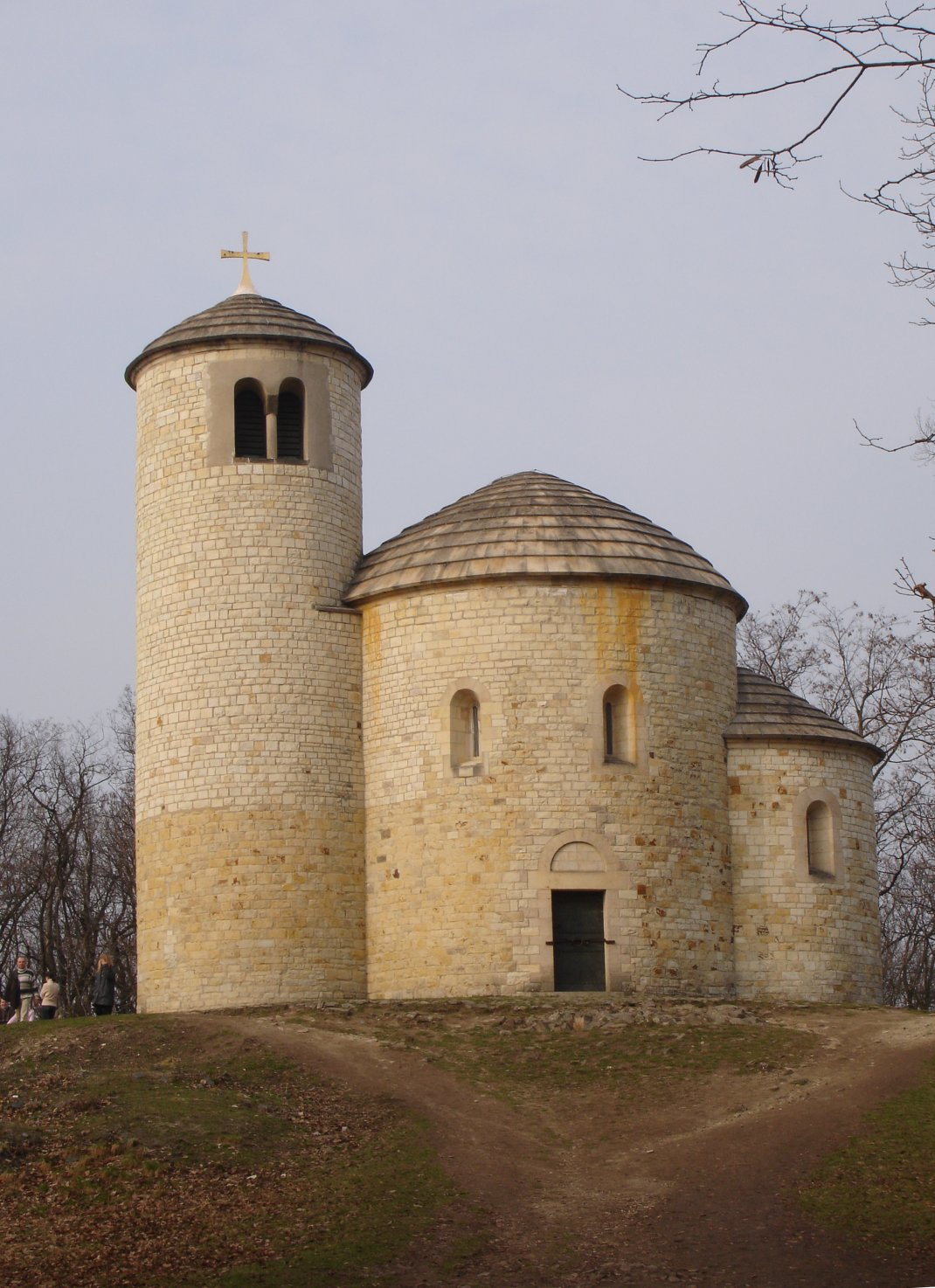
La cappella di San Giorgio sul monte Říp

Secondo una leggenda tradizionale, menzionata per la prima volta nella cronaca di Cosma di Praga all'inizio del XII secolo, Říp fu il luogo dove i primi popoli slavi, condotti da Praotec Čech (Progenitore Ceco) si stabilirono. La terra prese il nome appunto da questo personaggio. Nel XVI secolo la leggenda fu ripresa da Václav Hájek di Libočany che affermava che Bohemus era sepolto nel vicino villaggio di Ctiněves e successivamente da Alois Jirásek nella sua opera Antiche leggende boeme del 1894.

## Edifici
In cima al collesi trova una chiesa romanica dedicata a San Giorgio, fatta erigere da Soběslav I nel 1126 per commemorare la vittoria della battaglia di Chlumec, in cui aveva sconfitto l'imperatore Lotario II. Il luogo divenne una popolare meta di pellegrinaggi e "scenografia" per manifestazioni nazionali e incontri di massa; il 10 maggio 1868 venne presa dal monte una pietra usata per le fondazioni del Teatro Nazionale di Praga. L'aspetto odierno della chiesa è il risultato di una ricostruzione purista degli anni Settanta del XIX secolo.
Accanto alla chiesa vi è un chiosco per i turisti costruito nel 1907 e ancora attivo. Secondo lo spirito patriottico di quel periodo, una targa di legno sul chiosco recita: "Quello che la Mecca è per un islamico, Říp dovrebbe essere per un Ceco!" (in ceco: "Co Mohammedu Mekka, to Čechu má být Říp!"). Dentro la chiesa c'è una scultura di pietra del famoso artista contemporaneo ceco Stanislav Hanzík del (1979) raffigurante l'immagine del "Buon Pastore" che simboleggia l'arrivo dei padri cechi in quel luogo e l'inizio della storia della nazione.